# MGM Television
MGM Television è una  casa di produzione televisiva statunitense impiegata nella produzione e nella distribuzione di serie televisive. È di proprietà di Metro-Goldwyn-Mayer, dal 2022 parte di Amazon Studios.

## Storia

### 1955-1981
L'azienda iniziò le proprie attività nel 1955, quando fu lanciato anche il suo primo prodotto, The MGM Parade. Nel 1973, l'azienda madre, però, chiuse le sale e gli uffici di distribuzione propri e dell'azienda tanto che essi furono subito rilevati da United Artists. Inoltre, l'azienda stessa lanciò una rete televisiva su cui trasmettere i propri prodotti, MGM Family Network (MFN), le cui trasmissioni iniziarono il 9 settembre 1973 e furono diffuse da 145 stazioni televisive.

### 1981-2005: la gestioneUnited Artists
Nel 1981 l'azienda si fuse con United Artists e già nel 1982 essa fu rinominata MGM/UA Television. Il 26 marzo 1986 Ted Turner acquistò da Kirk Kerkorian i diritti dell'azienda e anche i propri prodotti cinematografici e televisivi, ma, impedito da un enorme debito, si vide costretto a far ritornare l'azienda al Kerkorian l'8 giugno successivo, che, a sua volta, fu rinominata MGM/UA Television Productions. Ciononostante, al Turner sono rimasti i diritti delle serie televisive prodotte dall'azienda prima del Maggio 1986, che, quando Turner Broadcasting System fu rilevata da Time Warner nell'ottobre 1996, furono dotate del marchio della Warner Bros. Television. Mentre, nel 1987, MGM/UA Telecommunications, la divisione dell'azienda impiegata nella distribuzione, fu rinominata MGM/UA Communications Co., nel 1992 MGM/UA Television tornò all'originaria denominazione di MGM Television e la sua divisione che si occupa della produzione mutò il nome in MGM Worldwide Television Group, anche se la sua divisione che si occupa, invece, della distribuzione, MGM/UA Telecommunications Group, rimase ancora, almeno formalmente, in parte sotto la gestione precedente. Tra il 1995 e il 1996, l'azienda si suddivise in altre divisioni come MGM Domestic Television Distribution e MGM Worldwide Television e si dotò di alcune etichette che compaiono nei titoli di testa o di coda di alcuni dei suoi prodotti come MGM Global Television, MGM Global Holdings e MGM Television Entertainment. Nel 1997, l'azienda acquistò da Metromedia alcune compagnie cinematografiche indipendenti come Orion Pictures, The Samuel Goldwyn Company e Motion Picture Corporation of America di cui acquisì i diritti di gran parte della filmografia.

### 2005-2013: la gestioneMGM Holdings
Nel 2005 l'azienda fu inglobata all'interno di MGM Holdings, un consorzio gestito da Sony Corporation, da Providence Equity Partners e da altre aziende minori come Comcast, di cui Sony Pictures Television la fece concentrare solo sulla distribuzione mondiale della sua filmografia e la fece rinominare MGM Worldwide Television Distribution. Il 31 maggio 2006 l'azienda decise di cedere l'attività distributiva di Sony a 20th Century Fox Home Entertainment per l'home video e di rilanciare la propria attività di produzione e di una sua nuova divisione per la distribuzione e nell'ottobre dello stesso anno la distribuzione della propria filmografia fu affidata a New Line Cinema, anche se nel 2008 quest'ultima azienda fu inglobata in Warner Bros. per i diritti cinematografici, ma rimase indipendente per tutto il resto.

### 2022-in corso: la gestioneAmazon Studios
Il 17 marzo 2022 viene annunciata ufficialmente l'acquisizione da parte di Amazon Studios (divisione di Amazon.com) di Metro-Goldwyn-Mayer e di tutte le sue proprietà, tra cui anche MGM Television.

## Prodotti

### Film televisivi
- How the Grinch Stole Christmas! (1966)
- Horton Hears a Who! (1970)
- Non voglio morire (1983)

### Serie televisive

#### 1955-2011
- The MGM Parade (1955–1956)
- L'uomo ombra (1957–1959)
- Northwest Passage (1958–1959)
- Il magnifico King (1960)
- The Best of the Post (1960)
- The Islanders (1960–1961)
- Giungla d'asfalto (1961)
- Il dottor Kildare (1961–1966)
- Lotta senza quartiere (1961–1962)
- Il padre della sposa (1961–1962)
- Undicesima ora (1962–1964)
- Sam Benedict (1962–1963)
- Harry's Girls (1963)
- The Lieutenant (1963–1964)
- The Travels of Jaimie McPheeters (1963–1964)
- Mr. Novak (1963–1965)
- Flipper (1964–1967)
- Organizzazione U.N.C.L.E. (1964–1968)
- Made in America (1964)
- Many Happy Returns (1964–1965)
- A Man Called Shenandoah (1965–1966)
- Per favore non mangiate le margherite (1965–1967)
- Tom and Jerry (1965–1972)
- Daktari (1966–1969)
- Preview Tonight (1966)
- The Rounders (1966–1967)
- Agenzia U.N.C.L.E. (1966–1967)
- Codice Jericho (1966–1967)
- La saga dei Forsyte (1967)
- Hondo (1967)
- Off to See the Wizard (1967–1968)
- Maya (1967–1968)
- Dove vai Bronson? (1969–1970)
- Una moglie per papà (1969–1972)
- Medical Center (1969–1976)
- Assignment Vienna (1972)
- Il giovane Dr. Kildare (1972-1973)
- Hello Mother, Goodbye! (1973)
- La costola di Adamo (1973)
- Hawkins (1973–1974)
- The Tom & Jerry Show (1975–1977)
- Bronk (1975–1976)
- The Montefuscos (1976)
- Jigsaw John (1976)
- The Practice - Professione avvocati (1976–1977)
- La sete del potere (1976–1977)
- CHiPs (1977–1983)
- La fuga di Logan (1977–1978)
- Lucan (1977–1978)
- Alla conquista del West (1977, 1978, 1979)
- The French Atlantic Affair (1979)
- Tom & Jerry Comedy Show (1980–1982)
- The Tom and Jerry Hour (1981–1984)
- La legge di McClain (1981–1982)
- Chicago Story (1982)
- Meatballs and Spaghetti (1982)
- Pandamonium (1982)
- Saranno famosi (1982-1987, 2003)
- Gilligan's Planet (1982–1983)
- Sette spose per sette fratelli (1982-1983)
- Thicke of the Night (1983)
- Appartamento in tre (1983–1984)
- Empire (1984)
- Jessie (1984)
- Mighty Orbots (1984)
- Il profumo del successo (1984)
- Pink Panther & Sons (1984-1986)
- Kids Incorporated (1984-1993)
- The Twilight Zone (1985-1989)
- In famiglia e con gli amici (1987-1991)
- Avventure in fondo al mare (1987-1988)
- Hello Kitty's Furry Tale Theater (1987-1988)
- Baby Boom (1988)
- Knightwatch (1988-1989)
- L'ispettore Tibbs (1988-1994)
- I ragazzi della prateria (1989-1992)
- Dark Shadows (1991)
- James Bond Junior (1991-1994)
- Mother Goose & Grimm (1992)
- Nightmare Cafe (1992)
- The Pink Panther (1993-1995)
- LAPD: Life on the Beat (1995-1999)
- Le nuove avventure di Flipper  (1995-1999)
- Oltre i limiti (1995-2002)
- Anche i cani vanno in paradiso (1996-1999)
- Poltergeist (1996-1999)
- Dead Man's Gun (1997–1999)
- Stargate SG-1 (1997-2007)
- Saranno famosi a Los Angeles (1997–1998)
- RoboCop: Alpha Commando (1998–1999)
- The Lionhearts (1998-2000)
- I magnifici sette (1998-2000)
- Jeremiah (2002–2004)
- She Spies (2002–2004)
- Stargate Infinity (2002–2003)
- Dead Like Me (2003–2005)
- Chappelle's Show (2003–2006)
- Stargate Atlantis (2004–2009)
- The L Word (2004-2009)[2]
- Animal Atlas (2004–in produzione)
- Barbershop (2005)
- Safari Tracks (2005–2006)
- American Gladiators (2008)
- Spaceballs: The Animated Series (2008)
- First Business (2008-in produzione)
- Stargate Universe (Ottobre 2009–Maggio 2011)
- La Pantera Rosa & Co. (2010-2011)

#### 2011-2014
- Teen Wolf (2011-2017)
- Vikings (2013-2021)
- Fargo (2014-in produzione)